# سیمای زرد
«سیمای زرد» یکی از ۵۶ داستان کوتاه شرلوک هولمز است که توسط آرتور کانن دویل نوشته شده. این داستان اولین بار در سال ۱۸۹۳ و توسط The Strand Magazine منتشر شده. تصاویر مجله توسط سیدنی پجت طراحی شده.

## خلاصه داستان
شرلوک هولمز به دلیل نداشتن پرونده خسته و رنجور شده‌است. او با دکتر واتسون برای پیاده‌روی به بیرون از خانه می‌رود اما زمان بازگشت متوجه می‌شود که مهمانی به خانه آن‌ها آمده بوده. شرلوک بابت از دست دادن مهمان ناراحت می‌شود اما متوجه می‌شود که مهمان پیپ خود را در خانه فراموش کرده‌است. هولمز پیپ را بررسی می‌کند و متوجه می‌شود مهمان فردی عضلانی، چپ دست، با دندان‌هایی محکم و بی‌دقت بوده‌است.
هنگامی که مهمان، آقای گرانت به خانه برمی‌گردد مشکل خودش را مطرح می‌کند. او می‌گوید: زنی به نام افی قبلاً در آمریکا ازدواج کرده بود اما همسر و فرزندش بر اثر تب زرد درگذشته بودند و پس از مهاجرت به انگلستان با او ازدواج می‌کند. آقای گرانت و همسرش از این ازدواج راضی بودند و هیچ اختلافی با هم نداشتند. اما یک روز افی مقداری پول از آقای گرنت درخواست می‌کند و دلیل گرفتن پول را پنهان می‌کند. افی به صورت مخفی با افراد خانه همسایه ارتباط دارد. آقای گرنت مونرو از این وضعیت آگاه می‌شود به صورت مخفی به خانه می‌رود اما خانه خالی شده و عکسی از همسرش روی میز وجود دارد.
هولمز دستورالعمل‌هایی به آقای گرنت می‌دهد و با او خداحافظی می‌کند. هنگامی که واتسون دربارهٔ ماجرا از هولمز سؤال می‌کند هولمز پاسخ می‌دهد: همسر افی از آمریکا به انگلستان آمده و در حال تهدید و اخاذی از او است. 
روز بعد هولمز و واتسن به همراه آقای گرانت به خانه مورد نظر می‌روند و هولمز دخترک سیاه پوستی را پیدا می‌کند. پس از آن همسر آقای گرانت توضیح می‌دهد که همسر اولش مردی سیاه پوست بوده‌است. همسر افی می‌میرد اما فرزندش زنده می‌ماند. به دلیل اینکه فرزند افی بیمار بوده توان مهاجرت به انگلستان را نداشته برای همین به دست پرستار سپرده می‌شود. پس از ازدواج به افی خبر می‌رسد که حال فرزندش خوب شده و به همراه پرستار به انگلستان می‌آید. افی هم به صورت مخفیانه به دیدار فرزندش می‌رود. 

واتسن دربارهٔ پاسخ آقای گرانت می‌گوید:
...آقای گرانت فرزند را می‌بوسد و او را بلند می‌کند سپس به همسرش می‌گوید "ما می توانیم این بحث را در خانه حل کنیم، من مرد بسیار خوبی نیستم اما از آنچه که تو فکر می‌کنی بهترم"
هلمز هم پس از بازگشت به خیابان بیکر می‌گوید:
«واتسون اگر روزی دیدی که من بیش از حد مغرور شده‌ام از تو ممنون می‌شوم که واژه خیابان نوربری را در گوش من نجوا کنی.»
.

## سازگاری
داستان سیمای زرد به صورت صوتی اجرا شده‌است.
به این داستان در سریال تلویزیونی شرلوک اشاره شده و شرلوک چهره زرد رنگ خندانی را بر روی دیوارش نقاشی کرده.